# Amorpha juglandis
Amorpha juglandis  (лат.) — вид бабочек из семейства бражников (Sphingidae).

## Описание
Длина переднего крыла 23—41 мм. Размах крыльев 45—75 мм. Окраска сильно варьирует: встречаются особи с сероватой, желтоватой и светло-коричневой окраской крыльев. Тело крупное, конусовидно заострённое на конце. Усики длинные, веретеновидные. Глаза крупные, голые. Губные щупики хорошо развитые, загнуты кверху, с внешней стороны густо покрыты чешуйками, с внутренней стороны лишены чешуйчатого покрова.
- Amorpha juglandis  ♂
- Amorpha juglandis  ♂   △
- Amorpha juglandis   ♀
- Amorpha juglandis   ♀ △

## Биология
Бабочки активны после наступления темноты. На севере ареала за год развивается одно поколение, бабочки которого летают с мая по август. На юге ареала развивается два поколения, бабочки встречаются с марта по октябрь.
Кормовые растения гусениц: ольха (Alnus), гикори (Carya), лещина (Corylus), бук (Fagus), грецкий орех (Juglans) и хмелеграб (Ostrya).

## Ареал
Вид широко распространён в восточной части Северной Америки от Флориды до юга Канады. На западе ареал достигает Великих равнин, где вид обнаружен в западной части штата Небраска, Оклахома и Техас (Биг-Бенд). Также ареал вида охватывает юг Канады (Новая Шотландия, Нью-Брансуик, Квебек, Онтарио и Манитоба).

## Защита гусениц от хищников
Гусеницы этого вида для отпугивания хищников, в случае их нападения, издают свист путём выпускания воздуха через пару дыхалец на своём брюшке. Эти сигналы варьируются начиная со звуков, различимых человеком, вплоть до ультразвука и могут состоять из 1-8 звуков, различных по своему спектру: от простого монотонного сигнала до сложной звуковой композиции с пиками на частотах 9, 15 и 22 кГц.
Съёмка при помощи скоростной камеры в сочетании с измерением потоков воздуха около гусеницы и выборочным блокированием её дыхалец позволили выяснить, что при угрозе гусеница резко сокращает передние сегменты своего тела, выбрасывая воздух через пару увеличенных дыхалец на восьмом сегменте брюшка. Наблюдения в природе показали, что производимые звуки действительно отпугивают птиц вида Dendroica petechia, с которыми экспериментировали исследователи.